# ایسی ساگاوا
ایسی ساگاوا (به ژاپنی: 佐川一政) (زادهٔ ۲۶ آوریل ۱۹۴۹ - درگذشتهٔ ٢۴ اکتبر ٢٠٢٢) مردی ژاپنی بود که در سال ۱۹۸۱ زنی هلندی به نام رنه هارتفلت (به هلندی: Renée Hartevelt) را در پاریس کشت و خورد. او در سال ۱۹۸۱ وقتی که دانشجوی دکترای ادبیات تطبیقی دانشگاه سوربن بود همکلاسی خود که یک خانم هلندی بود را کشت و خورد. پلیس فرانسه او را دستگیر کرد ولی بعد از دو سال بازداشت مجنون تشخیص داده شده و به ژاپن برگشت. ساگاوا در ٢۴ اکتبر ٢٠٢٢ درگذشت. 

## زندگی
ساگاوا در شهر کوبه در یک خانواده متمول متولد شد. او نارس به دنیا آمد، بنا بر گزارش‌ها به اندازه کافی کوچک بود که در کف دست پدرش جا بگیرد.

## قتل هارتفلت
در ۱۱ ژوئن ۱۹۸۱، ساگاوا همکلاسیش، به نام رنه هارتفلت را به بهانه ترجمه شعر برای دانشگاه به شام دعوت می‌کند. پس از آمدن او و در هنگامیکه هارتفلت مشغول خواندن شعر و ترجمه آن بر سر میز بودند که ساگاوا به پشت سر رنه می‌رود و با اسلحه به گردن او شلیک می‌کند.
او پس از شلیک و بعد از چند دقیقه به بدن مُردهٔ رنه تجاوز می‌کند و سپس او را می خورد.